# Amazon Virtual Private Cloud
Amazon Virtual Private Cloud (VPC) est un service commercial de cloud computing qui fournit aux utilisateurs une section de réseau au sein d'Amazon Web Services isolée du réseau traditionnel et des réseaux des autres clients d'AWS,.
Les utilisateurs peuvent sélectionner leur propre plage d'adresses IP et sous-réseaux. Un VPC peut être connecté à Internet, à d'autres VPC ou à un réseau d'entreprise.